# Воронежский центральный парк
Воронежский центральный парк — парк культуры и отдыха в городе Воронеж, один из крупнейших парковых объектов на территории города (100,3 га). Памятник природы регионального значения.

## История
В 1844 году по указанию императора Николая I недалеко от города (в районе Троицкой слободы) был создан «древесный питомник 3-го разряда» для выращивания разных пород деревьев, а также садовых и декоративных растений. В питомнике росло около 3,5 тысячи образцов, в том числе около 40 сортов винограда. Уже к 1850 году питомник на картах Воронежа обозначался как «Ботанический сад» (в народе питомник называли «Ботаник»). В 1868 году питомник был превращён в помологический рассадник для проведения опытов с садоводческими культурами (яблонями, грушами, сливами)
В 1929 году территория в районе помологического рассадника обрела статус парка и название «Центральный парк культуры и отдыха им. Кагановича». В парке появились летний театр, ресторан, детская железная дорога
В годы Великой Отечественной войны в парке шли ожесточенные бои, в результате чего он сильно пострадал. В 1947 году в парке установлен «Памятник на месте боев Советской Армии с немецко-фашистскими оккупантами в 1942—1943 годах». Также на территории парка расположена братская могила № 13, где захоронено 165 воинов, в том числе Герой Советского Союза танкист А. М. Серебряков.
После войны парк был восстановлен: посажены новые растения, разбиты куртины, открыт ряд аттракционов (в том числе колесо обозрения), построены павиольны, в том числе Зелёный театр, представлявший собой амфитеатр на склонах оврага, действовали планетарий и лыжная база. В 1957 году вместо Л. Кагановича парк получил имя М. Горького, также парк называли «Динамо» по имени близлежащего стадиона. После развенчания культа личности Сталина, памятник ему был заменён на скульптуру рабочего. В 1960—1980-х годах парк был популярным местом отдыха горожан, местом проведения массовых мероприятий (в частности, в 1986 году там отмечали 400-летие Воронежа). Осенью в павильонах парка проводилась сельскохозяйственная выставка
В 1986 или 1988 году парк сильно пострадал от наводнения из-за аварии в системе ливневой канализации, были повреждены многие постройки, в том числе Зелёный театр. В 1988 году театр был окончательно закрыт после гибели нескольких человек в давке на концерте группы «Ласковый май». В 1990—2000-х годах парк пришёл в запустение и разрушался. В частности были утрачены скульптуры скрипачки, Черномора; фонтан с четырьмя девушками, держащими вазон.
В середине 2010-х годов, была проведена реконструкция парка по проекту, разработанному французским ландшафтным архитектором Оливье Даме и московской компанией «Мегапарк». Были высажены новые растения, восстановлены Зелёный театр, центральная аллея и озеро, установлены спортивные объекты. Сохранившаяся скульптура матери с ребёнком была перенесена к перинатальному центру. При этом среди горожан был проведён опрос о новом названии парка, в результате чего он стал именоваться «Воронежский центральный парк».
Парк стал площадкой для фестиваля «Город-сад».

## Природные характеристики парка
Парк расположен в северной части Воронежа, характеризуется сложным рельефом с обилием балок, склоны которых поросли лесом. Среднее годовое количество осадков составляет примерно 500 мм. Парк отличается разнообразием типов почв и древесных пород (среди которых наиболее распространена липа крупнолистная), выраженным подлеском, богатством фауны